# فرانسيسكو نيلسون سيمبيني
فرانسيسكو نيلسون سيمبيني (بالبرتغالية: Francisco Nélson Simbine) المعروف بلقب بونيرا (بالبرتغالية: Bonera) (ولد في 7 أبريل 1997 في مابوتو، موزمبيق) لاعب كرة قدم موزامبيقي دولي يجيد اللعب في مركز قلب الدفاع وأيضا الظهير الأيمن. يلعب حاليا لصالح الحالة في الدوري البحريني الممتاز منذ 20 سبتمبر 2023.

## المسيرة الرياضية

### الأندية
في 20 سبتمبر 2023 انتقل بونيرا من فيروفياريو دا بيرا الموزامبيقي إلى الحالة البحريني في صفقة انتقال حر.